# Filip Uremović
Filip Uremović (Požega, 11 febbraio 1997) è un calciatore croato, difensore dell'Hajduk Spalato.

## Carriera

### Club
Il 31 agosto 2023, dopo aver rescisso il contratto che lo legava all'Hertha Berlino, si accasa tra le file dell'Hajduk Spalato con il quale firma un contratto quadriennale. Debutta per i Majstori s mora il 15 settembre seguente in occasione del sedicesimo di finale di Coppa di Croazia vinto contro l'Omladinac Gornja Vrba (0-6). Il 3 febbraio 2024, in occasione della trasferta di campionato pareggiata 1-1 contro l'Osijek, segna la sua prima rete con la maglia dei Bili. 
Il 25 luglio seguente, mette a referto la sua prima marcatura europea, segnando nella gara d'andata del secondo turno preliminare di Conference League vinta contro l'HB Tórshavn (2-0).

### Nazionale
Ha giocato nella nazionale croata Under-19.
Ha esordito con la nazionale Under-21 croata il 10 settembre 2018, nella partita di qualificazione all'Europeo 2019 vinta per 0-4 contro la Bielorussia.
L'8 settembre 2020 debutta in nazionale maggiore in occasione della sconfitta per 4-2 contro la Francia in Nations League.

## Statistiche

### Cronologia presenze e reti in nazionale
| Cronologia completa delle presenze e delle reti in nazionale ― Croazia | Cronologia completa delle presenze e delle reti in nazionale ― Croazia | Cronologia completa delle presenze e delle reti in nazionale ― Croazia | Cronologia completa delle presenze e delle reti in nazionale ― Croazia | Cronologia completa delle presenze e delle reti in nazionale ― Croazia | Cronologia completa delle presenze e delle reti in nazionale ― Croazia | Cronologia completa delle presenze e delle reti in nazionale ― Croazia | Cronologia completa delle presenze e delle reti in nazionale ― Croazia |
| Data                                                                   | Città                                                                  | In casa                                                                | Risultato                                                              | Ospiti                                                                 | Competizione                                                           | Reti                                                                   | Note                                                                   |
| ---------------------------------------------------------------------- | ---------------------------------------------------------------------- | ---------------------------------------------------------------------- | ---------------------------------------------------------------------- | ---------------------------------------------------------------------- | ---------------------------------------------------------------------- | ---------------------------------------------------------------------- | ---------------------------------------------------------------------- |
| 8-9-2020                                                               | Saint-Denis                                                            | Francia                                                                | 4 – 2                                                                  | Croazia                                                                | UEFA Nations League 2020-2021 - 1º turno                               | -                                                                      | 57’                                                                    |
| 7-10-2020                                                              | San Gallo                                                              | Svizzera                                                               | 1 – 2                                                                  | Croazia                                                                | Amichevole                                                             | -                                                                      | 62’                                                                    |
| 11-10-2020                                                             | Zagabria                                                               | Croazia                                                                | 2 – 1                                                                  | Svezia                                                                 | UEFA Nations League 2020-2021 - 1º turno                               | -                                                                      |                                                                        |
| 14-10-2020                                                             | Zagabria                                                               | Croazia                                                                | 1 – 2                                                                  | Francia                                                                | UEFA Nations League 2020-2021 - 1º turno                               | -                                                                      | 56’                                                                    |
| 11-11-2020                                                             | Istanbul                                                               | Turchia                                                                | 3 – 3                                                                  | Croazia                                                                | Amichevole                                                             | -                                                                      | 46’                                                                    |
| 14-11-2020                                                             | Solna                                                                  | Svezia                                                                 | 2 – 1                                                                  | Croazia                                                                | UEFA Nations League 2020-2021 - 1º turno                               | -                                                                      | 41’                                                                    |
| Totale                                                                 |                                                                        | Presenze                                                               | 6                                                                      |                                                                        | Reti                                                                   | 0                                                                      |                                                                        |

| Cronologia completa delle presenze e delle reti in nazionale ― Croazia under 21 | Cronologia completa delle presenze e delle reti in nazionale ― Croazia under 21 | Cronologia completa delle presenze e delle reti in nazionale ― Croazia under 21 | Cronologia completa delle presenze e delle reti in nazionale ― Croazia under 21 | Cronologia completa delle presenze e delle reti in nazionale ― Croazia under 21 | Cronologia completa delle presenze e delle reti in nazionale ― Croazia under 21 | Cronologia completa delle presenze e delle reti in nazionale ― Croazia under 21 | Cronologia completa delle presenze e delle reti in nazionale ― Croazia under 21 |
| Data                                                                            | Città                                                                           | In casa                                                                         | Risultato                                                                       | Ospiti                                                                          | Competizione                                                                    | Reti                                                                            | Note                                                                            |
| ------------------------------------------------------------------------------- | ------------------------------------------------------------------------------- | ------------------------------------------------------------------------------- | ------------------------------------------------------------------------------- | ------------------------------------------------------------------------------- | ------------------------------------------------------------------------------- | ------------------------------------------------------------------------------- | ------------------------------------------------------------------------------- |
| 10-9-2018                                                                       | Hrodna                                                                          | Bielorussia under 21                                                            | 0 – 4                                                                           | Croazia under 21                                                                | Qual. Europeo Under-21 2019                                                     | -                                                                               |                                                                                 |
| 12-10-2018                                                                      | Pola                                                                            | Croazia under 21                                                                | 2 – 0                                                                           | Grecia under 21                                                                 | Qual. Europeo Under-21 2019                                                     | -                                                                               |                                                                                 |
| 15-10-2018                                                                      | Serravalle                                                                      | San Marino under 21                                                             | 0 – 4                                                                           | Croazia under 21                                                                | Qual. Europeo Under-21 2019                                                     | 1                                                                               |                                                                                 |
| 15-11-2018                                                                      | Beauvais                                                                        | Francia under 21                                                                | 2 – 2                                                                           | Croazia under 21                                                                | Amichevole                                                                      | 1                                                                               | 41’                                                                             |
| 25-3-2019                                                                       | Frosinone                                                                       | Italia under 21                                                                 | 2 – 2                                                                           | Croazia under 21                                                                | Amichevole                                                                      | -                                                                               |                                                                                 |
| 12-6-2019                                                                       | Pola                                                                            | Croazia under 21                                                                | 1 – 0                                                                           | Danimarca under 21                                                              | Amichevole                                                                      | -                                                                               |                                                                                 |
| 18-6-2019                                                                       | Serravalle                                                                      | Romania under 21                                                                | 4 – 1                                                                           | Croazia under 21                                                                | Europeo Under-21 2019                                                           | -                                                                               |                                                                                 |
| 21-6-2019                                                                       | Serravalle                                                                      | Francia under 21                                                                | 1 – 0                                                                           | Croazia under 21                                                                | Europeo Under-21 2019                                                           | -                                                                               |                                                                                 |
| 24-6-2019                                                                       | Serravalle                                                                      | Croazia under 21                                                                | 3 – 3                                                                           | Inghilterra under 21                                                            | Europeo Under-21 2019 - 1º turno                                                | -                                                                               |                                                                                 |
| Totale                                                                          |                                                                                 | Presenze                                                                        | 9                                                                               |                                                                                 | Reti                                                                            | 2                                                                               |                                                                                 |

| Cronologia completa delle presenze e delle reti in nazionale ― Croazia under 19 | Cronologia completa delle presenze e delle reti in nazionale ― Croazia under 19 | Cronologia completa delle presenze e delle reti in nazionale ― Croazia under 19 | Cronologia completa delle presenze e delle reti in nazionale ― Croazia under 19 | Cronologia completa delle presenze e delle reti in nazionale ― Croazia under 19 | Cronologia completa delle presenze e delle reti in nazionale ― Croazia under 19 | Cronologia completa delle presenze e delle reti in nazionale ― Croazia under 19 | Cronologia completa delle presenze e delle reti in nazionale ― Croazia under 19 |
| Data                                                                            | Città                                                                           | In casa                                                                         | Risultato                                                                       | Ospiti                                                                          | Competizione                                                                    | Reti                                                                            | Note                                                                            |
| ------------------------------------------------------------------------------- | ------------------------------------------------------------------------------- | ------------------------------------------------------------------------------- | ------------------------------------------------------------------------------- | ------------------------------------------------------------------------------- | ------------------------------------------------------------------------------- | ------------------------------------------------------------------------------- | ------------------------------------------------------------------------------- |
| 19-4-2016                                                                       | Zagabria                                                                        | Croazia under 19                                                                | 3 – 0                                                                           | Qatar under 19                                                                  | Amichevole                                                                      | -                                                                               | 61’                                                                             |
| 21-4-2016                                                                       | Zagabria                                                                        | Croazia under 19                                                                | 2 – 0                                                                           | Qatar under 19                                                                  | Amichevole                                                                      | -                                                                               |                                                                                 |
| 15-6-2016                                                                       | Chengdu                                                                         | Giappone under 19                                                               | 5 – 0                                                                           | Croazia under 19                                                                | Amichevole                                                                      | -                                                                               | 30’                                                                             |
| 17-6-2016                                                                       | Chengdu                                                                         | Cina under 19                                                                   | 0 – 3                                                                           | Croazia under 19                                                                | Amichevole                                                                      | -                                                                               | 67’                                                                             |
| 19-6-2016                                                                       | Chengdu                                                                         | Rep. Ceca under 19                                                              | 2 – 5                                                                           | Croazia under 19                                                                | Amichevole                                                                      | 1                                                                               |                                                                                 |
| Totale                                                                          |                                                                                 | Presenze                                                                        | 5                                                                               |                                                                                 | Reti                                                                            | 1                                                                               |                                                                                 |

## Palmarès

### Club

#### Competizioni nazionali
- Campionato sloveno: 1

Olimpia Lubiana: 2017-2018
- Coppa di Slovenia: 1

Olimpia Lubiana: 2017-2018